# 洛根斯波特鎮區 (堪薩斯州洛根縣)
洛根斯波特鎮區（英語：Logansport Township）為美國堪薩斯州洛根縣轄下的鎮區。2010年美国人口普查中此鎮區人口有7人。

## 地理
洛根斯波特鎮區涵蓋總面積為277.6平方（107.20平方英里），其中陸地面積為277.6平方（107.19平方英里），水域面積為0.026平方（0.01平方英里）或0.01%。

## 人口統計
根據2010年美國人口普查，洛根斯波特鎮區人口有7人，其中男性有3人，女性有4人，人口密度為每平方公里0.03人，住房計6戶。鎮區內的白人有7人，非裔美國人有0人，美洲原住民有0人，亞裔美國人有0人，太平洋島裔美國人有0人，其他種族有0人，混血種族則有0人。此外鎮區內有0人為西班牙裔或拉丁裔美國人。此鎮區之年齡中位數為26.3歲，而男性年齡中位數為26.8歲，女性年齡中位數為23.5歲。